# Cornelis Leonardus Johannes Begeer
Cornelis Leonardus Johannes Begeer (Utrecht 17 april 1869 - Zeist, 26 maart 1946) was een Nederlands medailleur, langdurig gevestigd aan het Oudkerkhof 27 in Utrecht en Zeist.
Hij was zoon van Carel Josef Begeer (Karel Jozef Begeer) en Margaretha Johanna (Margje) Straver. Vader, overleden in het eerste levensjaar van zijn zoon, was directeur van de Utrechtse Fabriek van Zilverwerken. Hijzelf was getrouwd met Johanna Cockuijt en na haar overlijden vanaf 1929 met Maria Jacoba Gerardine Noest. Hij werd begraven op de Nieuwe Algemene Begraafplaats te Zeist.
Na zijn middelbare school, de Hogere Burgerschool volgde een opleiding aan de Academie voor Beeldende Kunsten in Hanau nabij München. Daarna volgde een stage in Florence. Hij was in het begin van de 20e eeuw werkzaam bij de door hem opgerichte Stichtsche Fabriek van Zilveren Werken. In 1906 maakte hij een beker ten behoeve van de Lustrumfeesten in Utrecht. Er volgden diverse medailles, maar hij werkte grotendeels als zilversmid. Ook op bestuurlijk vlak was hij actief binnen de Kamer van Koophandel. Genootschap Kunstliefde organiseerde in 1939 een jubileumtentoonstelling over hem; hij was toen zeventig jaar. In datzelfde jaar maakte hij een aantal plaquettes ter afronding van de Spoorwegwerken Oost in Amsterdam